# Bouvard und Pécuchet

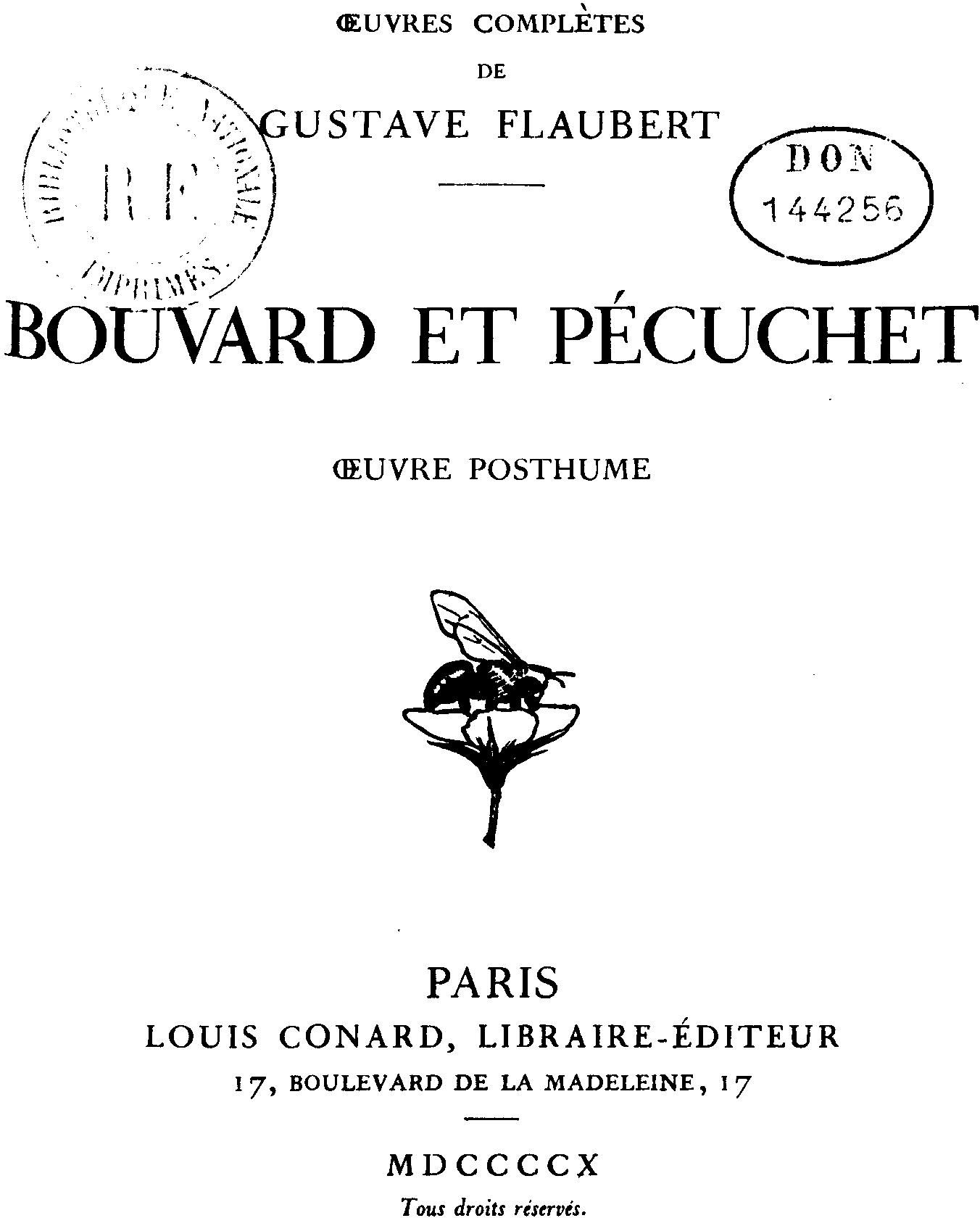
Titelblatt „Bouvard et Pécuchet“, Flaubert-Gesamtausgabe 1910

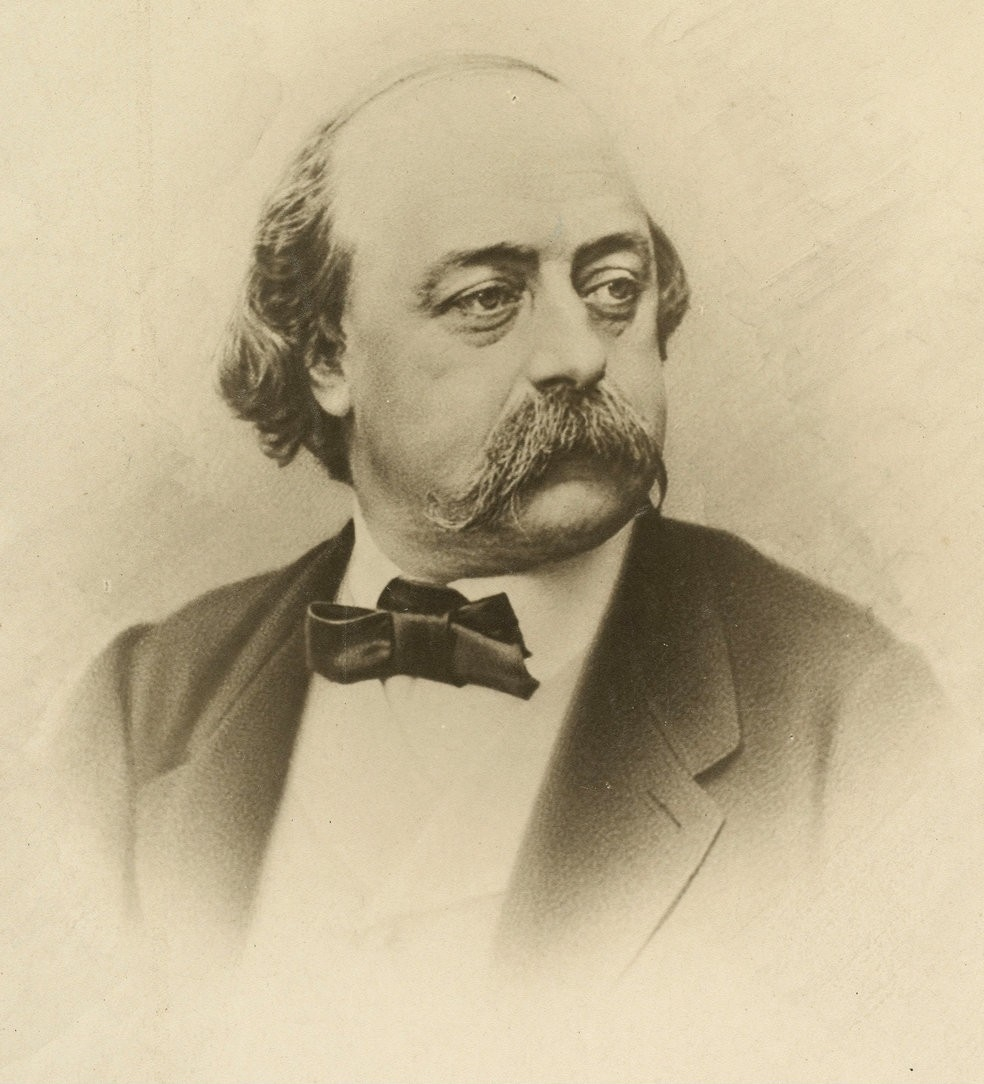
Gustave Flaubert

Bouvard und Pécuchet (französischer Originaltitel: Bouvard et Pécuchet) ist ein unvollendeter satirischer Schelmenroman von Gustave Flaubert. Er erschien 1881, ein Jahr nach Flauberts Tod.
Flaubert konzipierte den Roman bereits im Jahr 1863, begann aber erst im August 1874 mit der Niederschrift. Im Laufe der Zeit wurde er von der Arbeit an dem Buch so besessen, dass er behauptete, über 1500 Bücher zur Vorbereitung der Niederschrift gelesen zu haben. Er bezeichnete es selbst als sein Meisterwerk, das alle seine anderen Werke übertreffe.

## Inhalt

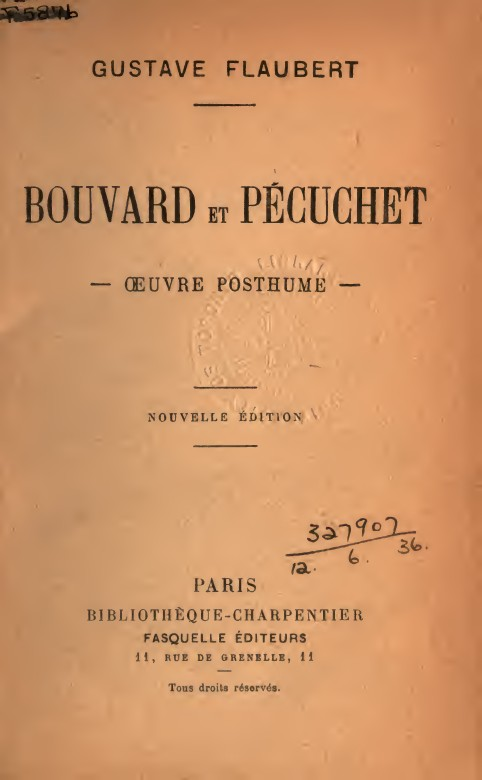
Bouvard et Pécuchet, 1899

Der Roman beschreibt die Abenteuer der beiden Pariser Büroangestellten (Kopisten) François Denys Bartholomée Bouvard und Cyrille Romain Juste Pécuchet. Sie sind im gleichen Lebensalter und haben ein fast identisches Naturell. Sie treffen einander an einem heißen Sommertag im Jahre 1838 und schließen augenblicklich eine symbiotische Freundschaft. Als Bouvard ein beträchtliches Vermögen erbt, entscheiden die beiden, sich auf dem Land niederzulassen. Sie finden ein Grundstück in der Nähe des Ortes Chavignolles, zwischen Caen und Falaise im Département Calvados in der Normandie gelegen. Die Suche nach intellektueller Anregung führt sie im Laufe der Jahre durch nahezu alle Wissenszweige.
Flaubert setzt seine Titelfiguren den tückischen Fallen und Widrigkeiten der Wissenschaften und Künste aus; jedes Projekt, das Bouvard und Pécuchet beginnen, scheitert. Da sie nach ihren Misserfolgen und Enttäuschungen nie bei einem Thema verharren, sondern sich stets neuen Projekten widmen, bleiben sie ständig auf der Stufe dilettierender Anfänger. Ihre Bemühungen führen zur Verschlechterung ihrer Beziehung zu den Dorfbewohnern.
Laut Flauberts nachgelassenen Notizen versuchen die Dorfbewohner schließlich aus Wut über Bouvards und Pécuchets Possen, das Freundespaar aus der Gegend zu verjagen. Angewidert von der Welt im Allgemeinen, kehren Bouvard und Pécuchet letztlich zum „Kopieren, wie einst“ (copier comme autrefois) zurück; sie stellen ihre intellektuellen Bemühungen ein. Das Werk endet mit der eifrigen Vorbereitung zur Herstellung eines Doppelschreibtisches, an dem sie gemeinsam schreiben wollen.

## Form
In jedem Kapitel sind die Aktivitäten der Titelfiguren bestimmten Themenbereichen zugeordnet. Das Werk erhält dadurch eine episodische Handlungsstruktur. Immer wieder werden die politischen Veränderungen Thema, die Frankreich während der erzählten Zeit (die von 1839 bis in die Zeit des Zweiten Kaiserreich reicht) erfassen, thematisiert und sind teils auch Gegenstand der Handlung, insbesondere im siebenten Kapitel, in dem die Wirren der Februarrevolution 1848 über das sonst so verschlafene Chavignolles hinwegfegen.
| Kapitel | Themen                                                                                  |
| ------- | --------------------------------------------------------------------------------------- |
| 1.      | Zusammentreffen, Freundschaft, Bouvards Erbe                                            |
| 2.      | Landwirtschaft, Garten- und Landschaftsbau, Lebensmittelkonservierung, Schnapsbrennerei |
| 3.      | Naturwissenschaften, Chemie, Anatomie, Medizin, Biologie, Geologie                      |
| 4.      | Archäologie, Geschichte, Architektur                                                    |
| 5.      | Literatur, Drama, Grammatik, Ästhetik                                                   |
| 6.      | Politik                                                                                 |
| 7.      | Liebe                                                                                   |
| 8.      | Gymnastik, Philosophie                                                                  |
| 9.      | Religion                                                                                |
| 10.     | Pädagogik, gesellschaftliche Reformen                                                   |

## Verfilmungen
- Bouvard et Pécuchet, Regie: Robert Valey, 1971[1]
- Bouvard et Pécuchet, Regie: Jean-Daniel Verhaeghe, 1990[2]

## Hörspiele
- 1952: Blinder Eifer – Umständliches Gemälde von der Dummheit, Hörspielbearbeitung: Henri Regnier, Regie: Raoul Wolfgang Schnell, Produktion: NWDR Köln
- 1976: Bouvard und Pécuchet, Hörspielbearbeitung: Gisela Elsner, Regie: Fritz Schröder-Jahn, Produktion: NDR
- 1994: Bouvard und Pécuchet, Hörspielbearbeitung: Thomas Fritz, Regie: Jörg Jannings, Produktion: DeutschlandRadio Berlin, Koproduktion: SWF
- 2000: Ingomar von Kieseritzky: Bouvard und Pécuchet schauen zurück oder Die Erschöpfung, Regie: Dieter Carls, Produktion: WDR (Fortschrift des Romans mit den Hauptpersonen als Rentner)

## Adaption für das Theater
- 1994 Idioten, Bühnenadaption des Romans: Hannelore Honnen; Uraufführung am Theater am Sachsenring, Köln, Regie: Joe Knipp (Honnens Bühnenadaption in der Inszenierung von Knipp wurde für den Kölner Theaterpreis 1994 nominiert)

### Textausgaben
- Übers. Ernst Wilhelm Fischer, Kiepenheuer, Potsdam 1922
- Übers. Georg Goyert, Rauch, Düsseldorf 1957
- Übers. Erich Marx, Dieterich, Leipzig 1959
- Übers. Thomas Dobberkau, Rütten & Loening, Berlin 1980
- Übers. Hans-Horst Henschen, Eichborn, Frankfurt am Main 2003, Die Andere Bibliothek, ISBN 3-8218-4536-8
- Übers. Caroline Vollmann, Zweitausendeins, Frankfurt am Main 2004, ISBN 3-86150-534-7
- Übers. Erich Wolfgang Skwara, Insel, Berlin 2010, ISBN 978-3-458-17431-8
- Übers. Hans-Horst Henschen, Wallstein, Göttingen 2017, ISBN 978-3-8353-4157-9

Dramatische Bearbeitung
- Gerda Scheffel: Bouvard und Pécuchet oder Eine Enzyklopädie der menschlichen Dummheit.[Anmerkung 1] Verlag der Autoren, Frankfurt 1973

### Sekundärliteratur
- Monika Bias: Bouvard et Pécuchet, eine aporetische Provokation autonomer Vernunft. Dissertation, Erlangen, Nürnberg 1985.
- Manfred Hardt: Flauberts Spätwerk – Untersuchungen zu „Bouvard et Pécuchet“. Klostermann, Frankfurt a. M. 1970.
- Claudia Neuenschwander-Naef: Vorstellungswelt und Realität in Flauberts „Bouvard et Pécuchet“. Verlag Keller, Winterthur 1959.
- Dietrich Scholler: Umzug nach Encyclopaedia. Zur narrativen Inszenierung des Wissens in Flauberts „Bouvard et Pécuchet“. (= Romanice; 19). Weidler, Berlin 2002, ISBN 3-89693-719-7.
- Christian von Tschilschke: Epen des Trivialen. N. V. Gogols „Die toten Seelen“ und G. Flauberts „Bouvard und Pécuchet“. Ein struktureller und thematischer Vergleich. (= Neues Forum für allgemeine und vergleichende Literaturwissenschaft; 1). Winter, Heidelberg 1996, ISBN 3-8253-0389-6.